# 女忍かげろう組
『女忍かげろう組』（おんなしのび かげろうぐみ）は、1990年から1991年にかけて日本テレビ系列で放送された日本の単発テレビドラマシリーズのタイトル。

## 概要
春日局配下のくの一軍団・かげろう組が、松平伊豆守の陰謀に挑戦していく。
本シリーズは、TBSの「ナショナル劇場」の新作候補としてくの一ものの企画が持ち上がったことが発端である。この時はもう一つの企画に挙がっていた平賀源内ものが『翔んでる!平賀源内』（1989年、TBS / C.A.L）として映像化されることになり、却下になったくの一ものを日本テレビと「ナショナル劇場」のスタッフが単発作品として映像化したのがこの「女忍かげろう組」であった。
本シリーズのシナリオやかげろう組の設定、BGMは終了から4年後の『水戸黄門外伝 かげろう忍法帖』に一部流用される。

## 主要登場人物

### かげろう組
陽炎（多岐川裕美）
忍者・服部半蔵の孫でかげろう組の頭領である。春日局と配下のくノ一たちとのつなぎ役であり、前線にはほとんど参加しない。
艶（えん）（鮎川いずみ）
番号は一番。敵の罠に落ちて捕らわれたり負傷することが多い。
胡蝶（柏原芳恵）
番号は二番。一作目のみ出演。
香（高倉美貴）
番号は三番。一作目のみ出演。
茜（清水美砂）
番号は四番。
赤猿（左とん平）
かげろう組唯一の男忍者。そのため番外と呼ばれる。<弐>のみ未出演。
黄猿（松山英太郎）
<弐>のみ出演。
翔（清水ひとみ）
<弐>のみ出演。
銀蝶（由美かおる）
<弐>からの出演。

### 裏柳生
柳生但馬守（佐野浅夫）
<参>のみ未出演。
柳生十市兵衛（伊吹吾朗）
柳生十兵衛の腹違いの弟。松平伊豆守の命を受けて諸国を探索している密偵。かげろう組とは敵とも味方ともつかぬ微妙な関係だが、時に協力する。

### その他
松平伊豆守（神山繁）
『智恵伊豆』と呼ばれる明晰な頭脳の持ち主だが冷徹な性格。諸大名家を取り潰すことが徳川家の安泰を保つことだと信じている。
春日局（藤間紫）
徳川家光の乳母であり大奥の創設者。かげろう組の直属の上司。大名家を撮り潰そうとする伊豆守とは対立しており、かげろう組を使って大名家を守っている。

## スタッフ
- 制作：逸見稔
- プロデューサー：初川則夫（日本テレビ）、今井正夫
- 原案・脚本：葉村彰子
- 音楽：佐藤允彦
- 監督：矢田清巳
- 編集：河合勝巳
- 進行：宮崎俊弥
- 演技事務：石井周作
- アニメーション：京都アニメーション
- 現像：IMAGICA
- 制作協力：東映太秦映像
- 企画制作：日本テレビ
- 製作：オフィス・ヘンミ

## 放映リスト
| 回数 | 放送日         | タイトル                              | 他の出演者 |
| ---- | -------------- | ------------------------------------- | --- |
| 1    | 1990年4月7日   | 妖艶時代劇スペシャル 女忍かげろう組   | 太川陽介(速水兵馬)、浜田朱里(千鶴)、南原宏治(脇坂主膳)、名和宏(千々岩屋伍兵衛)、根上淳(菊井甚左衛門)、本田博太郎(脇坂圭之進)、深江章喜(婆羅門の権蔵)、白石奈緒美(おふじ)、内田勝正(不知火玄蕃)、江幡高志(源次)、冨家規政(庄司国之進)、水上保広(大村純信) |
| 2    | 1990年9月26日  | 水曜グランドロマン 女忍かげろう組<弐> | 麻丘めぐみ(由紀)、辻沢杏子(久美)、大木実(赤沢主計)、森次晃嗣(夏目采女正)、山本紀彦(小出喬之助)、名和宏(郷坂掃部)、遠藤太津朗(湊屋藤兵衛)、船戸順(氏家輝高)、田口計(丸岡屋文造)、亀石征一郎(鬼塚右膳/鬼塚左膳)、石橋雅史(九頭竜の権六)、高野真二(茂呂勘太夫)、一柳みる(お遙の方)、福家美峰(妙)、加賀邦男(城戸惣右衛門)、中田博久(千次)、西山辰夫(若狭屋)     |
| 3    | 1991年12月28日 | 時代劇スペシャル 女忍かげろう組<参>   | にしきのあきら(六郷政勝/六郷喜一郎)、西岡徳馬(赤渕象堂)、名和宏(西浦屋儀兵衛)、青木義朗(台崎監物)、舟倉由佑子(お登与の方)、高城淳一(寺川安左衛門)、荒木しげる(阿久津隼人)、片山由香(沙織)、谷村昌彦(卯兵衛)、藤岡重慶(獅子頭の駒蔵)、高野真二(羽後頼母)、内田勝正(幽鬼)、小林勝彦(芦川屋)、中田博久(唐次)、牧冬吉(茂平)、西山辰夫(吉兵衛)、多田昌世(奥女中) |